# Aepytus
Aepytus är ett släkte av fjärilar. Aepytus ingår i familjen rotfjärilar.

## Dottertaxa tillAepytus, i alfabetisk ordning[1]
- Aepytus assa
- Aepytus biedermanni
- Aepytus brasiliensis
- Aepytus coscinophora
- Aepytus danieli
- Aepytus dorita
- Aepytus equatorialis
- Aepytus exclamans
- Aepytus fasslii
- Aepytus forsteri
- Aepytus gugelmanni
- Aepytus guyanensis
- Aepytus helga
- Aepytus hemichrysea
- Aepytus jeanneli
- Aepytus lagopus
- Aepytus mahagoniatus
- Aepytus mexicanensis
- Aepytus monoargenteus
- Aepytus munona
- Aepytus omagua
- Aepytus petropolisiensis
- Aepytus philiponi
- Aepytus pluriargenteus
- Aepytus saguanmachica
- Aepytus serta
- Aepytus sladeni
- Aepytus tesseloides
- Aepytus thisbe
- Aepytus verresi
- Aepytus yungas
- Aepytus zischkai